# Joseph Pohle
Joseph Pohle (* 19. März 1852 in Niederspay bei Koblenz; † 21. Februar 1922 in Breslau) war ein katholischer Dogmatiker.

## Leben
Pohle studierte in Trier, Rom (1871–1879, Collegium Germanicum) – und zwar auch Astronomie bei Angelo Secchi – und Würzburg (1879–1881). 1878 wurde er zum Priester geweiht. Pohle war zunächst 1881 bis 1883 in Baar, Schweiz Lehrer, dann 1883 bis 1886 Professor für Moraltheologie in Leeds, England, anschließend dort Professor für Exegese und Dogmatik, dann 1886 bis 1889 Professor für Philosophie an der Philosophisch-Theologischen Hochschule Fulda. Mit Konstantin Gutberlet gründete er dort 1888 das Philosophische Jahrbuch. 1889 bis 1893 lehrte er in Washington als Erstbesetzung der neugegründeten katholischen Universität Apologetik. 1894 bis 1897 lehrte Pohle in Münster, 1897 bis 1921 an der Schlesischen Friedrich-Wilhelms-Universität Breslau Dogmatik. 1915/16 war er Rektor. Dort erarbeitete er zum Zweck der Vorlesungsbegleitung sein dreibändiges Lehrbuch der Dogmatik. Es erschien 1902 bis 1905 in erster Auflage und wurde rasch zum Standardwerk, auch in den Priesterseminaren der Vereinigten Staaten. Pohles Lehrbuch ersetzte das von Herman Schell, das indiziert worden war. Überarbeitungen erfolgten durch Michael Gierens und Josef Gummersbach. Eine englische Übersetzung von A. Preuß erschien 1911 bis 1917 in St. Louis. Pohle war 1910 bis 1912 Mitarbeiter am Staatslexikon, außerdem an der Catholic Encyclopedia, am Kirchlichen Handlexikon und den Zeitschriften Der Katholik, Historisch Politische Blätter, und Natur und Offenbarung.

## Denken
Pohles Gnadenlehre ist molinistisch geprägt. Zur modernen Philosophie stand er in Gegnerschaft. Umstritten ist Pohles These, dass Soldaten, die für ihr Vaterland sterben, im Rang eines Märtyrers stünden.

## Schriften (Auswahl)
- Das Problem des Unendlichen, in: Der Katholik 44/45 (1864/65).
- Organisches Leben auf den Himmelskörpern, in: Der Katholik 52 (1872).
- Lehrbuch der Dogmatik, 3 Bde., 1902–1905.
  - neu bearb. v. M. Gierens, 8. Auflage 1931–1933.
  - neu bearb. v. J. Gummersbach, 10. Auflage 1952–1956. (sog. Gummersbach-Pohle)
  - engl. Übersetzung St. Louis 1911–1917.